# Gogugyang de Goguryeo
Gogugyang de Goguryeo (murió en el 391) fue un rey coreano, el 18° gobernante de Goguryeo de los Tres Reinos de Corea. Su reinado, entre el año 384 hasta el 391, conllevó un cambio en el equilibrio de poder entre los Tres Reinos, por la alianza de este con el reino de Silla contra el de Baekje.

## Biografía
Fue un hijo del rey Gogugwon de Goguryeo, 16° gobernante de Goguryeo, muerto en la batalla de Pionyang por el rey Geunsugu de Baekje. Era también hermano menor del rey Sosurim de Goguryeo y fue el padre de Gwanggaeto el Grande de Goguryeo. Ascendió al trono cuando Sosurim murió sin dejar descendencia.
En su segundo año de reinado, envió a 40.000 soldados para atacar el reino chino de Yan posterior en la península de Liaodong, capturando más de 10 000 soldados de Xuantu y Liaodong. En 386, el príncipe Go Dam-deok fue designado heredero, sirviendo a su padre en una serie de batallas.
También atacó el sureño reino de Baekje en el año 386, que a su vez contraatacó en 389 y 390. En el otoño de 391, firmó un tratado de amistad con el rey Naemul de Silla, recibiendo al sobrino de Naemul, Kim Sil-seong, como rehén.
Generalmente, trató de asegurar su reinado adoptando el confucianismo y el budismo, construyendo templos nacionales y organizando una forma de ritual nacional basado en el estilo chino. El santuario de Sajik-dan fue construido de acuerdo al estilo chino, mientras que los templos del agua y de la tierra fueron levantados para el pueblo llano.
Murió en 391 y fue enterrado en Gogugyang.